# Orquidário

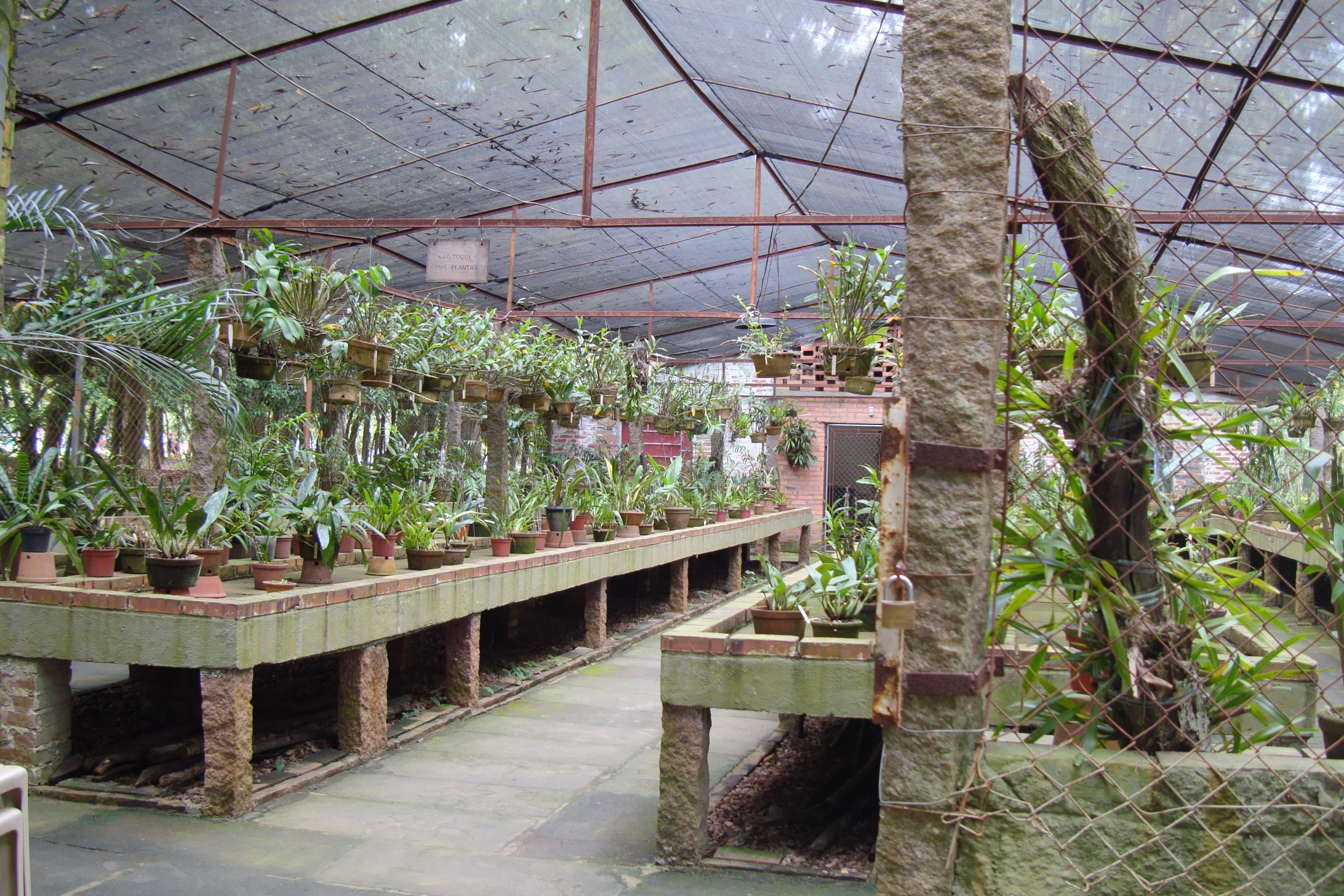
Orquidário Público Municipal de Porto Alegre.

Um orquidário é um local específico para o cultivo, armazenamento e apreciação de orquídeas e plantas epífitas, como samambaias e avencas.